# Open du Vietnam (badminton)
L'Open du Viêt Nam est un tournoi international annuel de badminton organisé au Viêt Nam depuis 1996. Après une longue interruption entre 1998 et 2005, le tournoi refait son apparition dans le calendrier mondial en 2006. Dès l'année suivante, il fait partie des tournois professionnels classés Grand Prix par la BWF.
En 2018, il intègre le nouveau circuit BWF World Tour en catégorie Super 100.

## Palmarès
| Année              | Simple hommes                                                      | Simple dames                                                       | Double hommes                                                      | Double dames                                                       | Double mixte                                                       |
| ------------------ | ------------------------------------------------------------------ | ------------------------------------------------------------------ | ------------------------------------------------------------------ | ------------------------------------------------------------------ | ------------------------------------------------------------------ |
| 1996               | Nunung Subandoro                                                   | Zeng Yaqiong                                                       | Choong Tan Fook Lee Wan Wah                                        | Peng Xinyong Zhang Jin                                             | Liu Yong Zhang Jin                                                 |
| 1997               | Chen Gang                                                          | Susi Susanti                                                       | Rexy Mainaky Ricky Subagja                                         | Eliza Nathanael Zelin Resiana                                      | Bambang Suprianto Rosalina Riseu                                   |
| de 1998 à 2005     | Pas de tournoi                                                     | Pas de tournoi                                                     | Pas de tournoi                                                     | Pas de tournoi                                                     | Pas de tournoi                                                     |
| 2006               | Andrew Smith                                                       | Bae Seung-hee                                                      | Jeon Jun-bum Yoo Yeon-seong                                        | Kim Jin-ock Lee Jung-mi                                            | Yoo Yeon-seong Lee Jung-mi                                         |
| BWF Grand Prix     |                                                                    |                                                                    |                                                                    |                                                                    |                                                                    |
| 2007               | Roslin Hashim                                                      | Zhu Jingjing                                                       | Ko Sung-hyun Kwon Yi-goo                                           | Natalia Poluakan Yulianti                                          | Tontowi Ahmad Yulianti                                             |
| 2008               | Nguyễn Tiến Minh                                                   | Zhang Beiwen                                                       | Choong Tan Fook Lee Wan Wah                                        | Shendy Puspa Irawati Meiliana Jauhari                              | Tontowi Ahmad Shendy Puspa Irawati                                 |
| 2009               | Nguyễn Tiến Minh                                                   | Fransisca Ratnasari                                                | Luluk Hadiyanto Joko Riyadi                                        | Anneke Feinya Agustin Annisa Wahyuni                               | Flandy Limpele Cheng Wen-hsing                                     |
| 2010               | Chen Yuekun                                                        | Ratchanok Intanon                                                  | Mohammad Ahsan Bona Septano                                        | Ma Jin Zhong Qianxin                                               | He Hanbin Ma Jin                                                   |
| 2011               | Nguyễn Tiến Minh                                                   | Fu Mingtian                                                        | Angga Pratama Ryan Agung Saputra                                   | Anneke Feinya Agustin Nitya Krishinda Maheswari                    | Vitalij Durkin Nina Vislova                                        |
| 2012               | Nguyễn Tiến Minh                                                   | Porntip Buranaprasertsuk                                           | Bodin Issara Maneepong Jongjit                                     | Pia Zebadiah Bernadeth Rizki Amelia Pradipta                       | Markis Kido Pia Zebadiah Bernadeth                                 |
| 2013               | Son Wan-ho                                                         | He Bingjiao                                                        | Fran Kurniawan Bona Septano                                        | Ko A-ra Yoo Hae-won                                                | Choi Sol-kyu Chae Yoo-jung                                         |
| 2014               | Dionysius Hayom Rumbaka                                            | Nozomi Okuhara                                                     | Andrei Adistia Hendra Aprida Gunawan                               | Maretha Dea Giovani Rosyita Eka Putri Sari                         | Muhammad Rijal Vita Marissa                                        |
| 2015               | Tommy Sugiarto                                                     | Saena Kawakami                                                     | Li Junhui Liu Yuchen                                               | Jongkolphan Kititharakul Rawinda Prajongjai                        | Huang Kaixiang Huang Dongping                                      |
| 2016               | Wong Wing Ki                                                       | Yeo Jia Min                                                        | Lee Jhe-huei Lee Yang                                              | Della Destiara Haris Rosyita Eka Putri Sari                        | Tan Kian Meng Lai Pei Jing                                         |
| 2017               | Khosit Phetpradab                                                  | Sayaka Takahashi                                                   | Wahyu Nayaka Ade Yusuf Santoso                                     | Chayanit Chaladchalam Phataimas Muenwong                           | Alfian Eko Prasetya Melati Daeva Oktavianti                        |
| BWF Tour Super 100 |                                                                    |                                                                    |                                                                    |                                                                    |                                                                    |
| 2018               | Shesar Hiren Rhustavito                                            | Yeo Jia Min                                                        | Ko Sung-hyun Shin Baek-cheol                                       | Misato Aratama Akane Watanabe                                      | Nipitphon Phuangphuapet Savitree Amitrapai                         |
| 2019               | Sourabh Verma                                                      | Zhang Yiman                                                        | Choi Sol-gyu Seo Seung-jae                                         | Della Destiara Haris Rizki Amelia Pradipta                         | Guo Xinwa Zhang Shuxian                                            |
| 2020, 2021,        | Éditions annulées en raison de la pandémie de Covid-19 au Viêt Nam | Éditions annulées en raison de la pandémie de Covid-19 au Viêt Nam | Éditions annulées en raison de la pandémie de Covid-19 au Viêt Nam | Éditions annulées en raison de la pandémie de Covid-19 au Viêt Nam | Éditions annulées en raison de la pandémie de Covid-19 au Viêt Nam |
| 2022               | Kōdai Naraoka                                                      | Nguyễn Thùy Linh                                                   | Ren Xiangyu Tan Qiang                                              | Benyapa Aimsaard Nuntakarn Aimsaard                                | Dejan Ferdinansyah Gloria Emanuelle Widjaja                        |